# 错腰
错腰（英文：Offset-waist)是描述现代乐器，特别是吉他的一个术语，指琴身的上下两片的最细处（腰部）是错开的。这种设计在坐姿弹奏时较为舒适。和“错腰”对立的是“对腰”。
Fender Jazzmaster,Fender Jazzbass,Fender Jaguar,Fender Mustang,Fender ToronadoFender Jagmaster,Fender Jag-stang,Fender Cyclone,Fender Super Sonic都是典型的错腰乐器。